# Gorítsa (ort i Grekland)
Gorítsa (Goritsa) är en ort i Grekland.   Den ligger i prefekturen Nomós Ioannínon och regionen Epirus, i den centrala delen av landet, 300 km nordväst om huvudstaden Aten. Gorítsa ligger 527 meter över havet och antalet invånare är 289.
Terrängen runt Gorítsa är huvudsakligen kuperad, men åt nordväst är den platt. Runt Gorítsa är det ganska glesbefolkat, med 35 invånare per kvadratkilometer. Närmaste större samhälle är Ioánnina, 10,9 km nordväst om Gorítsa. Trakten runt Gorítsa består till största delen av jordbruksmark.